# Витас
Виталий Владасович Грачов (на руски: Вита́лий Влáдасович Грачёв), по-известен с артистичния му псевдоним Ви́тас (предишното му латвийско лично име), е украински и руски оперен и поп-певец и актьор.
Известен е с уникалния си фалцет, позволяващ му да пее в диапазон от 5 октави. Музикалният му стил включва елементи на техно, джаз, денс, класическа и фолк музика.
Издадено му е в Латвия свидетелство за раждане с разпространеното латвийско лично име Витас, а при навършване на 16-годишна възраст в Украйна му е издаден паспорт с лично име Виталий. Гражданин е на Украйна и Русия, регистриран жител е на Одеса. Живее в Подмосковието, има дом и в Китай.

## Биография
Роден е в Даугавпилс, Латвийска ССР, СССР на 19 февруари 1979 г. Майка му (рускиня) е модна дизайнерка. Баща му (с майка литовка и баща евреин) е музикант.
Скоро след неговото раждане семейството му се мести в Одеса, Украинска ССР. Там учи 3 години в музикално училище и завършва средно образование.
Музикалната му кариера започва в Украйна и продължава в Русия, след като заминава за Москва през 2000 г. Там става известен (по латвийския вариант на личното му име) като Витас. Негов продуцент става Сергей Пудовкин.

## Дискография

### Студийна албуми
- „Философия чуда“ (2001)
- „Улыбнись!“ (2002)
- „Мама“ (2003)
- „Песни моей мамы“ (2003)
- „Поцелуй длиною в вечность“ (2004)
- „Возвращение домой“ (2006)
- „Возвращение домой. Часть 2: Криком журавлиным“ (2007)
- „Хиты XX века“ (2008)
- „Скажи, что ты любишь“ (2009)
- „Шедевры трёх веков“ (2010)
- „Мама и сын“ (2011)
- „История моей любви. Часть 1: Только ты“ (2013)
- „История моей любви. Часть 2: Я подарю тебе весь мир“ (2014)
- „Made in China“ (2016)
- „Come Just For You“ (2016)

### Сингли
- Опера № 2 (2001)
- Good bye (2001)
- That song (2015)
- Делала (2019)

## Филмография
- 2003 г.: „Евлампия Романова. Следствие ведёт дилетант“ – певец Лео Ско (в епизода «Сволочь ненаглядная-3»)
- 2003 г.: „Семь Джульетт и два Ромео“ (късометражен) – продуцент
- 2005-2006 г.: („Сумасшедший день“) – „Страсти по кино“ – певец Ляпа Отвязный
- 2009 г.: „Мулан“ (КНР) – Гуде
- 2010 г.: „Последний секрет мастера“ (КНР, Русия) – камео
- 2011 г.: „Создание партии“ (КНР) – Григорий Войтинский
- 2012 г.: „Стать звездой“ (КНР) – Витас